# Піовердини

Піоверди́ни — загальна назва для групи флуоресцентних сидерофорів які продукуються бактеріями з роду Pseudomonadaceae, зокрема Pseudomonas aeruginosa. Характерною особливістю піовердинів є флуоресція що спостерігається під дією ультрафіолетового випромінювання. Також, наявність піовердинів надає колоніям бактерій характерний зелено-жовтий колір. Як і інші сидерофори, піовердини є низькомолекулярними хімічними сполуками, метаболітами небілкової і непорфіринової природи, що здатні до високоспецифічного зв'язування із іонами заліза (Fe(III)). Піовердини є важливими факторами вірулентності та є критично необхідними для розвитку бактеріальної інфекції в модельних організмах. Бактерії використовують піовердини щоб отримувати необхідне для біохімічних процесів залізо із навколишнього середовища. Окрім цього, піовердини беруть участь у регуляції інших факторів вірулентності, включаючи екзотоксин А і протеаза PrpL, сприяють утворенню бактеріальних плівок, а також є токсинами самі по собі.

## Біологічна роль
Як і більшість сидерофорів, піовердини синтезються та секретуються у навколишнє середовище, коли внутрішньоклітинна концентрація заліза опускається нижче певного рівня. Хоча залізо є четвертим найпоширенішим елементом земної кори, розчинність біологічно-важливих похідних заліза є надзвичайно низькою і в цілому недостатня для потреб більшості (але не всіх) мікроорганізмів. Сидерофори, які, як правило, гарно розчинняються у воді та мають надзвичайно високу спорідненість до іонів заліза (III) (константа стійкості деяких комплексів може бути більше 1032 М−1, допомагають збільшити біодоступність заліза шляхом екстракції його у водне середовище. Після цього, спеціальні транспортні білки закачують сидерофор-залізний комплекс всередину бактеріальної клітини.

## Структура та хімічні властивості

### Структура
Відомо понад 100 піовердинів які продукуються різними бактеріальними штамами. Всі відомі представники мають наступну загальну архітектуру
1. гетероциклічний хромофор — залишок дигідроксихіноліну
2. поліпептидний фрагмент що складається з 6-14 амінокислот у формі L- і D-ізомерів, деякі з яких додатково модифіковані
3. залишок однієї з α-кетокислот циклу трикарбонових кислот.

Різні піовердини відрізняються одне від одного головним чином розміром і хімічною будовою пептидного ланцюга.

### Хімічні властивості
Піовердини зв'язують іони Fe(III) в стехіометричному відношенні 1:1. Утворюванні комплекси мають константу стійкості комплексу 1032 М−1. Також піовердини можуть створювати комплекси з Alu, Gal, V і Cu.

## Синтез

### Хімічний синтез
Повний хімічний синтез піовердину що продукується поширеним лабораторним штамом P. aeruginosa PAO1 був реалізований за допомогою експериментальних методів твердофазного пептидного синтезу. Загальний вихід синтезу був ~48%.

## Застосування піовердинів
Бактерії роду Pseudomonas знайшли застосування в рослинництві в тому числі завдяки синтезу піовердину. По-перше, багато видів рослин можуть використовувати бактерійні комплекси піовердину-Fe(III). По-друге, успішно конкуруючи за залізо в середовищі, бактерії стримують розвиток фітопатогенних грибів.
Йдуть дослідження з використання піовердину в антибіотиковій терапії бактерійних інфекцій. Сідероміцини є ковалентними поєднаннями сідерофору з антибіотиком, які специфічно розпізнаються рецепторами зовнішньої мембрани. Це дозволяє значно підвищити біологічну активність антибіотику завдяки збільшенню його транспорту всередину патогенної бактерії.